# Apocalypto
Apocalypto är en amerikansk långfilm från 2006, regisserad av Mel Gibson och producerad av Farhad Safinia. Den utspelas i Centralamerika under mayakulturens nedgång. Filmen skildrar en mesoamerikansk jägare som flyr undan att bli offrad och försöker rädda sin familj efter att hans hemby blivit ödelagd. Alla skådespelare har indianskt ursprung och talar mayaspråket yukatek.
Apocalypto hade premiär i USA 8 december 2006. I Finland premiärvisades den 26 januari 2007 och i Sverige 23 februari 2007.

## Handling
Apocalypto handlar om ett kapitel i mayaindianernas historia och utspelar sig på Yucatánhalvön i Mexiko strax innan den spanska koloniseringen av Amerika satte igång. Skådespelarna talar den dialekt av mayaspråk som i dag talas på Yucatán. Den visar en mans upplevelser under vad som beskrivs som den forntida mayakulturens fall.

## Om filmen
Filmens premiär i USA i december 2006 mottogs väl av filmkritikerna som inte relaterade till den historiska bakgrunden. Filmen har kritiserats av ett antal antropologer och arkeologer för såväl dess beskrivning av den sena mayakulturens samhälle som föga mer än osofistikerade "brutala vildar", som för dess klara anakronismer och andra historiska felaktigheter.

## Rollista (urval)
| Rudy Youngblood       | – Jaguartass            |
| Dalia Hernandez       | – Sju                   |
| Jonathan Brewer       | – Slöfock               |
| Morris Birdyellowhead | – Flinthimmel           |
| Carlos Emilio Baez    | – Sköldpaddslopp        |
| Ramirez Amilcar       | – Kroknäsa              |
| Israel Contreras      | – Rökgroda              |
| Israel Ríos           | – Kakaolöv              |
| María Isabel Díaz     | – Mormor                |
| Iazúa Laríos          | – Himmelblomma          |
| Raoul Trujillo        | – Ensliga vargen        |
| Gerardo Taracena      | – Mellanöga             |
| Rodolfo Palacios      | – Ormbläck              |
| Ariel Galván          | – Hängande Mossen       |
| Bernardo Ruiz         | – Drinkarfyra           |
| Ricardo Díaz Mendoza  | – Klippsten             |
| Richard Can           | – Tionde Navelsvin      |
| Carlos Ramos          | – Apkäft                |
| Ammel Rodrigo Mendoza | – Vråkdragg             |
| Marco Antonio Argueta | – Talande vinden        |
| Aquetzali García      | – Orakelflicka          |
| María Isidra Hoil     | – Orakelflicka          |
| Abel Woolrich         | – Den skrattande mannen |